# لمدلن، نور
شهر لمدلن، شمال (به فرانسوی: La Madeleine, Nord) در شهرستان نور (فرانسه) در ناحیه شمال کاله با جمعیت ۲۲٬۶۸۱ نفر در کشور فرانسه واقع شده است